# Історія вічного кохання, або Попелюшка
Історія вічного кохання, або Попелюшка (англ. Ever After: A Cinderella Story) — американська романтична кінокомедія 1998 року режисера Енді Теннанта. Сюжет стрічки заснований на казці «Попелюшка». У фільмі знялися Дрю Беррімор, Анжеліка Г'юстон, Дугрей Скотт і Жанна Моро

## Сюжет
Розумна і незалежна Даніель де Барбарак стає служницею у своєї мачухи. Але вона не чекає, поки її звільнить принц, вона сама його рятує. І в найважчий момент до неї на допомогу приходить не Фея, а сам Леонардо да Вінчі.

## У ролях
| Актор            | Роль                       |
| ---------------- | -------------------------- |
| Дрю Беррімор     | Даніель де Барбарак        |
| Дугрей Скотт     | принц Генрі                |
| Анжеліка Г'юстон | баронесса Родмілла де Гент |
| Меган Доббс      | Маргарет де Гент           |
| Мелані Лінскі    | Жаклін де Гент             |
| Патрік Годфрі    | Леонардо да Вінчі          |
| Лі Інглбі        | Густав                     |
| Річард О'Браєн   | монсиньйор П'єр ле Піу     |
| Тімоті Вест      | король Франциск            |
| Джуді Парфітт    | королева Марі              |
| Єрун Краббе      | Огюст де Барбарак          |
| Жанна Моро       | шляхетна дама              |
| Тобі Джонс       | королівський паж           |